# Peter-Lukas Graf

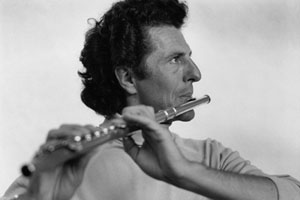
Peter-Lukas Graf 1970

Peter-Lukas Graf (* 5. Januar 1929 in Zürich; heimatberechtigt in Speicher) ist ein Schweizer Flötist.
Peter-Lukas Graf ist der Sohn von Ernst Graf, Arzt. Graf studierte Flöte in Zürich bei André Jaunet sowie in Paris bei Marcel Moyse und Roger Cortet. Er erhielt am Conservatoire national de Paris den Ersten Preis als Flötist. Das Diplom als Dirigent erwarb er 1950 bei Eugène Bigot. Von 1950 bis 1956 arbeitete er als Soloflötist beim Winterthurer Stadtorchester, ab 1951 wiederholt beim Schweizerischen Festspielorchester in Luzern. Außerdem gewann Graf den Ersten Preis am Internationalen Musikwettbewerb der ARD in München und den Bablock Preis des H. Cohen International Music Award in London.
Von 1960 bis 1970 war er hauptsächlich als Konzert- und Operndirigent am Stadttheater Luzern tätig. Von 1973 bis 1985 dozierte er als Professor für Flöte an der Musik-Akademie der Stadt Basel. Er unterrichtet nach wie vor bei vielen internationalen Meisterkursen und ist gefragter Juror bei internationalen Musikwettbewerben. Der international als Solist, Kammermusiker und Dirigent tätige Graf nahm zahlreiche Schallplatten auf. Er lebt in Binningen.
Am 16. Juni 2021 wurde ein Asteroid nach ihm benannt: (5856) Peluk.

## Werke
- Peter-Lukas Graf: Interpretation – Grundregeln zur Melodiegestaltung. Schott, Mainz 1996.